# 1240

## Esdeveniments
- 15 de juliol - Cullera (la Ribera Baixa): Jaume I conquereix la vila.[1]
- Jaume I promulga el Codi de València.[2]
- Durant la Reconquesta: el rei Sanç II (el Pietós) conquereix la ciutat d'Ayamonte als almoràvits, assegurant la posició portuguesa a Al-Andalus.[3]

## Naixements
València: Pere II el Gran, rei d'Aragó i comte de Barcelona.

## Necrològiques
- 31 d'agost, Cardona, Bages: Sant Ramon Nonat, religiós mercedari, cardenal. És venerat com a sant de l'església catòlica.

- Barcelona: Abraham ben Selomó ibn Hasday, traductor i poeta jueu que traduí a l'hebreu nombrosos llibres àrabs filosòfics, científics i literaris